# Fleischmann (Familienname)
Fleischmann ist ein deutscher Familienname.

## Namensträger

### A
- Adolf Fleischmann (1892–1968), deutscher Maler
- Adolf Fleischmann (Politiker) (1852–1919), deutscher Pfarrer und Politiker
- Albert Fleischmann (1862–1942), deutscher Zoologe
- Alfons Fleischmann (1907–1998), deutscher Theologe
- Alfred Fleischmann (1929–2011), deutscher Jurist (Verkehrsrecht) und Autor
- Aloys Fleischmann (Komponist, 1880) (1880–1964), deutscher Komponist und Musikpädagoge
- Aloys Fleischmann (Komponist, 1910) (1910–1992), irischer Komponist und Musikwissenschaftler
- Andreas Fleischmann (Kupferstecher) (1811–1878), deutscher Kupfer-, Stahl- und Mezzotintostecher
- Andreas Fleischmann (Hochschuldidaktiker) (* 1975), deutscher Hochschuldidaktiker
- Andreas Fleischmann (* 1980), deutscher Botaniker
- Andrej Fleischmann (1804–1867), slowenischer Botaniker
- Annelise Else Frieda Fleischmann, Geburtsname von Anni Albers (1899–1994), deutsch-amerikanische Textilkünstlerin, Weberin und Grafikerin
- Armin Fleischmann (* 1965), deutscher General (Luftwaffe)
- Arthur Fleischmann (1896–1990), slowakischer Bildhauer
- August Fleischmann (Maler), deutscher Maler
- August Fleischmann (Politiker) (1826–1887), deutscher Politiker
- August Fleischmann (Schriftsteller) (1859–1931), Pionier der Homosexuellenbewegung, Schriftsteller, Fotograf und Herausgeber

### B
- Benno Fleischmann (1906–1948), österreichischer Kunsthistoriker
- Bernd Fleischmann (Mediziner) (* 1958), deutscher Mediziner
- Bernd Fleischmann (Ruderer) (* 1958/1959), deutscher Ruderer
- Bernhard Fleischmann (Wirtschaftswissenschaftler) (* 1942), deutscher Mathematiker, Wirtschaftswissenschaftler und Hochschullehrer
- Bernhard Fleischmann (Moderator) (* 1968), deutscher Radiomoderator, DJ und Autor
- Bernhard Fleischmann (Musiker) (* 1975), österreichischer Musiker, Komponist und Produzent
- Bruno Fleischmann (1580–1639), deutscher Kartäuserprior

### C
- Carl Fleischmann (Politiker), deutscher Politiker, Bürgermeister von Bad Kissingen
- Carl Fleischmann (Maler) (1853–1935), deutscher Maler und Kunstlehrer
- Charles L. Fleischmann (1835–1897), österreichischer Unternehmer
- Christian Fleischmann (* 1988), deutscher Koch
- Christian Traugott Fleischmann (1776–1813), deutscher Organist und Flötist; von 1811 bis 1813  Thomasorganist zu Leipzig
- Chuck Fleischmann (* 1962), US-amerikanischer Politiker

### D
- Daniel Noël Fleischmann (* 1993), deutscher Schauspieler
- David Fleischmann (1546–1606), lutherischer Pfarrer in Kursachsen
- Dominikus Fleischmann (1714–1792), deutscher Benediktinermönch und Abt

### E
- Eberhard Fleischmann (* 1939), deutscher Übersetzungswissenschaftler
- Egon Fleischmann (1934–2024), deutscher Skilangläufer
- Elisa Fleischmann (* 1985), italienische Skibergsteigerin
- Ernest Fleischmann (1924–2010), US-amerikanischer Impresario deutscher Herkunft
- Ernst Fleischmann (1899–1993), deutscher Ingenieur und Metallurg (Emigration in die USA 1936)
- Eugen Fleischmann (Ringer), tschechoslowakischer Ringer
- Eugen Fleischmann (1941–2017), deutscher Politiker (SPD), Oberbürgermeister von Balingen

### F
- Franz Fleischmann (1924–1978), österreichischer Politiker (SPÖ)
- Friedrich Fleischmann (Kupferstecher, 1728) (1728–1774), deutscher Maler, Grafiker und Kupferstecher
- Friedrich Fleischmann (1766–1798), deutscher Komponist, siehe Johann Friedrich Anton Fleischmann
- Friedrich Fleischmann (Kupferstecher, 1791) (1791–1834), deutscher Maler und Stahlstecher
- Friedrich Fleischmann (Entomologe) (1874–1909), österreichischer Insektenforscher und Schmetterlingssammler
- Friedrich Ludwig Fleischmann (1806–1886), deutscher Mediziner und Naturforscher
- Fritz Fleischmann (Mediziner) (1891–nach 1960), deutscher Dermatologe
- Fritz Fleischmann (Schriftsteller) (1904–1979), deutscher Mundartschriftsteller
- Fritz Fleischmann (Amerikanist) (* 1950), deutscher Amerikanist, Kultur-/Literaturwissenschaftler und Hochschullehrer

### G
- Georg Fleischmann (Maler) (1821–1894), deutsch-österreichischer Maler und Fotograf
- Georg Fleischmann (1906–1970), deutscher Jurist und Polizist
- Gerald Fleischmann (* 1973), österreichischer Pressesprecher und Medienbeauftragter
- Gerd Fleischmann (Wirtschaftswissenschaftler) (1930–2015), deutscher Wirtschaftswissenschaftler und Hochschullehrer
- Gerd Fleischmann (* 1939), deutscher Typograf
- Gerd Fleischmann (Heimatforscher) (* 1943), deutscher Heimatforscher
- Gerhard Fleischmann (* 1947), österreichischer Fußballspieler
- Germana Fleischmann (* 1957), italienische Schriftstellerin und Künstlerin
- Gisi Fleischmann (1892–1944), slowakische Frauenrechtlerin und Widerstandskämpferin
- Gottfried Fleischmann (1777–1850), deutscher Mediziner
- Grete Fleischmann (1905–1993), deutsche Bildhauerin

### H
- Hans Fleischmann (Maler) (1859–1932), deutscher Maler
- Hans Fleischmann (Botaniker) (1864–1925), k. u. k österreichischer Botaniker
- Hans Fleischmann (Fußballspieler) (1898–1978), deutscher Fußballspieler
- Hans Fleischmann (Schauspieler), deutscher Schauspieler
- Hans Gunnar Fleischmann (1939–2015), deutscher Steuerberater
- Heiner Fleischmann (1914–1963), deutscher Motorradrennfahrer
- Heinrich Fleischmann (1811–1871), deutscher Politiker
- Heinrich Michael Fleischmann (1821–1886), Schweizer Koch, Kurier und Klinikgründer
- Herbert Fleischmann (1925–1984), deutscher Schauspieler und Synchronsprecher
- Hermann Fleischmann (1892–1965), lettisch-deutscher Kantor (Bariton); Exil und gest. in Brasilien

### J
- Jan Fleischmann (1885–1939), böhmischer bzw. tschechoslowakischer Eishockeyspieler
- Johann Fleischmann (1576–1620), mährischer Priester, siehe Johannes Sarkander
- Johann von Fleischmann (1771–1853), deutscher Generalmajor
- Johann Fleischmann (Heimatforscher) (1952–2013), deutscher Heimatforscher
- Johann Friedrich Anton Fleischmann (auch Joseph Friedrich Anton Fleischmann; 1766–1798), deutscher Komponist
- Johann Michael Fleischmann (auch Johann Michael Fleischman; 1701–1768), deutscher Stempelmacher, Drucker und Schriftgießer
- Johannes Fleischmann (* 1983), österreichischer Geiger
- Josef Fleischmann (1867–1925), österreichischer Maler, Zeichner und Lithograf
- Julius Fleischmann (Zeichner) (1813–1879), deutscher Zeichner, Kupferstecher und Zeichenlehrer
- Julius Fleischmann (Unternehmer) (1871–1925), US-amerikanischer Unternehmer

### K
- Karel Fleischmann (1897–1944), tschechoslowakischer Maler, Schriftsteller und Arzt
- Karl Fleischmann (1853–1935), deutscher Maler, siehe Carl Fleischmann (Maler)
- Karl Fleischmann (Jurist) (1868–1954), deutscher Jurist und Theologe
- Kaspar Fleischmann (* 1945), Schweizer Galerist und Squash-Spieler
- Klaus Fleischmann (Künstler) (1940–2021), deutscher Architekt, Kunsthandwerker und bildender Künstler
- Klaus Fleischmann (Historiker) (* 1940), deutscher Historiker und Philologe
- Klaus Fleischmann (Jurist) (* 1951), deutscher Jurist und sächsischer Generalstaatsanwalt

### L
- Lea Fleischmann (* 1947), deutsche Autorin
- Leo Fleischmann (Zahnmediziner) (1871–1932), österreichischer Zahnmediziner und Hochschullehrer
- Leo Fleischmann (1881–1930), ungarischer Schachspieler, siehe Leó Forgács

### M
- Mark Fleischmann (* 1972), britischer Schauspieler
- Martin Fleischmann (1927–2012), britischer Chemiker
- Max Fleischmann (Jurist) (1872–1943), deutscher Jurist und Hochschullehrer
- Max Fleischmann (Politiker) (1877–1935), deutscher Jurist, Politiker und Oberbürgermeister von Greifswald
- Max Fleischmann (Jurist, 1884) (1884–1960), deutscher Jurist und Verleger
- Michael Fleischmann (* 1986), deutscher Basketballspieler
- Miloslav Fleischmann (1886–1955), tschechischer Eishockeyspieler
- Monika Fleischmann (* 1950), deutsches Künstlerin und Hochschullehrerin, siehe Fleischmann & Strauss

### N
- Norbert Fleischmann (* 1951), österreichischer Maler

### O
- Otto Fleischmann (Musiker) (1867–1924), deutscher Fagottist und Komponist
- Otto Fleischmann (Ingenieur) (1892–1953), deutscher Ingenieur und Postbeamter
- Otto Fleischmann (Psychoanalytiker) (1896–1963), österreichischer Psychoanalytiker
- Otto Fleischmann (Fußballspieler) (1906–??), tschechoslowakischer Fußballspieler

### P
- Paul Fleischmann (1889–1965), deutscher Politiker (SPD)
- Peter Fleischmann (Regisseur) (1937–2021), deutscher Filmregisseur
- Peter Fleischmann (Historiker) (* 1955), deutscher Historiker
- Philipp Fleischmann (* 1985), österreichischer Schauspieler

### R
- Renate Baumgärtel-Fleischmann (1937–2010), deutsche Kunsthistorikerin
- Richard Fleischmann (1875–1918), deutscher Gutsbesitzer und Politiker
- Rolf Fleischmann (* 1939), deutscher Grafiker
- Rudolf Fleischmann (Agrarwissenschaftler) (1879–1950), böhmisch-österreichischer Agrarwissenschaftler und Pflanzengenetiker
- Rudolf Fleischmann (1903–2002), deutscher Physiker
- Rudolf Fleischmann (Kaufmann) (1904–1966), sudetendeutscher Kaufmann und Unterstützer Heinrich und Thomas Manns

### T
- Thomas Fleischmann (* 1981), deutscher Sportjournalist und Fernsehmoderator
- Tilly Fleischmann (1882–1967), irische Pianistin, Organistin, Musikpädagogin und Autorin
- Tomáš Fleischmann (* 1984), tschechischer Eishockeyspieler
- Toni Fleischmann, deutscher Motorradrennfahrer
- Trude Fleischmann (1895–1990), österreichisch-US-amerikanische Fotografin

### U
- Ulrich Fleischmann (1938–2011), deutscher Karibikforscher

### V
- Virgil Fleischmann (1783–1863), österreichischer Komponist

### W
- Walter Fleischmann-Bisten (* 1950), deutscher evangelischer Theologe
- Weniamin Iossifowitsch Fleischmann (Benjamin Fleischmann; 1913–1941), russischer Komponist
- Wilhelm Fleischmann (1837–1920), deutscher Agrikulturchemiker
- Wilhelm Fleischmann (Denkmalpfleger) (1919–1992), deutscher Denkmalpfleger und Heimatforscher
- Wisi Fleischmann (Alois Fleischmann; * 1926), Schweizer Bergsteiger
- Wolfgang Bernard Fleischmann (1928–1987), US-amerikanischer Anglist, Literaturwissenschaftler und Hochschullehrer österreichischer Herkunft